# Episodi di Casalingo Superpiù (quarta stagione)
La quarta stagione della serie televisiva Casalingo Superpiù è stata trasmessa in anteprima negli Stati Uniti d'America dalla ABC tra il 22 settembre 1987 e il 17 maggio 1988.
| nº | Titolo originale            | Titolo italiano | Prima TV USA      | Prima TV Italia |
| -- | --------------------------- | --------------- | ----------------- | --------------- |
| 1  | Frankie and Tony Are Lovers |                 | 22 settembre 1987 |                 |
| 2  | Big Girl on Campus          |                 | 29 settembre 1987 |                 |
| 3  | There Goes the Bride        |                 | 6 ottobre 1987    |                 |
| 4  | A Trip to the Principal     |                 | 13 ottobre 1987   |                 |
| 5  | New Kid in Town             |                 | 27 ottobre 1987   |                 |
| 6  | Two on a Billboard          |                 | 3 novembre 1987   |                 |
| 7  | A Farewell to Nick          |                 | 10 novembre 1987  |                 |
| 8  | Hell on Wheels              |                 | 17 novembre 1987  |                 |
| 9  | A Fishy Tale                |                 | 24 novembre 1987  |                 |
| 10 | Car and Driver              |                 | 1º dicembre 1987  |                 |
| 11 | Just Mona and Me            |                 | 8 dicembre 1987   |                 |
| 12 | Yellow Submarine            |                 | 15 dicembre 1987  |                 |
| 13 | Another Single Parent       |                 | 5 gennaio 1988    |                 |
| 14 | All in the Famiglia         |                 | 12 gennaio 1988   |                 |
| 15 | Steady as She Goes          |                 | 19 gennaio 1988   |                 |
| 16 | Tony and the Dreamtones     |                 | 2 febbraio 1988   |                 |
| 17 | The Matriculator            |                 | 9 febbraio 1988   |                 |
| 18 | Three Teens and a Tony      |                 | 1º marzo 1988     |                 |
| 19 | Housekeepers Unite          |                 | 15 marzo 1988     |                 |
| 20 | Model Daughter              |                 | 22 marzo 1988     |                 |
| 21 | Marry Me, Mona              |                 | 29 marzo 1988     |                 |
| 22 | Prom Night II               |                 | 3 maggio 1988     |                 |
| 23 | Sleep Talk, Sweet Talk      |                 | 10 maggio 1988    |                 |
| 24 | The Two Tonys               |                 | 17 maggio 1988    |                 |